# Tomás Rincón
Tomás Eduardo Rincón Hernández (* 13. ledna 1988, San Cristóbal, Venezuela) je venezuelský reprezentační fotbalista hrající na pozici záložníka či obránce, od ledna 2022 hráč italského klubu Sampdoria Janov.
Za národní tým Venezuely odehrál přes 100 utkání a v roce 2022 byl historicky druhým nejnasazovanějším reprezentantem v počtu utkání.

## Klubová kariéra
Evropské působení započal roku 2009 hostováním v Německu, kde se připojil k fotbalistům Hamburku. Nejprve se musel popasovat s konkurencí ve středu zálohy, kde pravidelně nastupovali Zé Roberto a David Jarolím. Platnost počáteční smlouvy mu vypršela na konci roku, v Německu ale zůstal i další roky.
Uprostřed sezóny 2016/17 opustil Janov, aby posílil titul obhajující Juventus. Přesun byl hotovou věcí 3. ledna 2017, přestupová částka činila 8 milionů eur s tím, že další milion představoval případný bonus. Podepsal smlouvu do roku 2020. Mimo to se stal prvním Venezuelanem, který se stal hráčem Juventusu.
Poté co na podzim nenastupoval, změnil působiště a 8. ledna 2022 posílil Sampdorii Janov. Debutoval následující den v utkání italské ligy proti Neapoli, ve kterém nezabránil venkovní prohře 0:1. Na jaře celkem zasáhl do 18 zápasů, po vypršení smlouvy se stal v létě dočasně volným hráčem. S klubem se posléze domluvil na smlouvě nové, zavazujícího jej v Janově do června 2023.

## Reprezentační kariéra
V reprezentačním A-mužstvu Venezuely debutoval v roce 2008.